# Pharmazeutische Gehaltskasse für Österreich
Die Pharmazeutische Gehaltskasse für Österreich ist eine Körperschaft öffentlichen Rechts. Sie ist das Sozial- und Wirtschaftsinstitut der österreichischen Apotheker.

## Geschichte
Die Pharmazeutische Gehaltskasse wurde am 14. Oktober 1908 gegründet. Durch die Gründung der Gehaltskasse sollte ein System geschaffen werden, das eine steigende Entlohnung im Alter für die angestellten Apotheker bei gleichbleibender Belastung der Dienstgeber ermöglichte. Anfänglich war die Gehaltskassen-Mitgliedschaft freiwillig, 1919 wurde dann eine entsprechende gesetzliche Regelung erlassen.

## Organisation
Die Pharmazeutische Gehaltkasse ist eine öffentlich-rechtliche Körperschaft und hat ihren Sitz in Wien. Sie bildet eine Verwaltungsgemeinschaft mit der Österreichischen Apothekerkammer. All ihre Gremien sind paritätisch mit Vertretern von angestellten und selbständigen Apothekern besetzt.

## Aufgaben
Die Pharmazeutische Gehaltskasse hat folgende gesetzliche Aufgaben:
- Bemessung und Auszahlung der Bezüge von angestellten Apothekern und Aspiranten: Die Besoldung der österreichischen Apotheker funktioniert über ein Umlagensystem. Der  Apothekenbetrieb zahlt für  jeden seiner angestellten Apotheker einen einheitlichen Betrag als Umlage an die Gehaltskasse. Die angestellten Apotheker werden von der Gehaltskasse nach einem 18-stufigen Gehaltsschema besoldet. Jeweils nach 2 Kalenderjahren ist eine Vorrückung in die nächste Gehaltsstufe vorgesehen. Dieses System ermöglicht, dass jeder angestellte Apotheker den Dienstgeber annähernd gleich viel kostet und somit Altersdiskriminierung am Arbeitsmarkt vermieden wird.
- Rezeptverrechnung: Die Pharmazeutische Gehaltskasse führt für die Apotheken die Rezeptabrechnung mit den Sozialversicherungsträgern durch. Durch diese Tätigkeit als Clearingstelle muss nicht jede einzelne Apotheke mit einer Vielzahl an Kostenträgern abrechnen.
- Soziale und wirtschaftliche Absicherung von Apothekern: Ebenfalls auf gesetzlicher Basis verfügt die Pharmazeutische Gehaltskasse über einen Wohlfahrts- und Unterstützungsfonds, welcher durch Mitgliedsbeiträge gespeist wird. Aus diesem Fonds werden beispielsweise Familienzulagen, Zuschüsse zur gesetzlichen Pension, Stipendien für Pharmaziestudenten, Zuschüsse zu Arbeitslosen- und Krankengeld und Unterstützungen für kleinere Apotheken im ländlichen Raum finanziert.
- Unentgeltliche Stellenvermittlung für Apotheker